# Julien Alfred
Julien Alfred (n. 10 iunie 2001, Castries, Castries Quarter⁠(d), Sfânta Lucia) este o atletă din Sfânta Lucia, medaliată olimpică. A participat la o ediție a Jocurilor Olimpice (2024) în care a câștigat o medalie de aur și o medalie de argint în probele de 100 m și 200 m.

## Palmares
| An   | Competiție                   | Locație                 | Loc | Eveniment | Note           |
| ---- | ---------------------------- | ----------------------- | --- | --------- | -------------- |
| 2018 | Jocurile Olimpice de Tineret | Buenos Aires, Argentina | 2   | 100 m     | 11,99 și 11,23 |
| 2022 | Campionatul Mondial          | Eugene, Statele Unite   | 24  | 100 m     | DS             |
| 2023 | Campionatul Mondial          | Budapesta, Ungaria      | 5   | 100 m     | 10,93          |
| 2023 | Campionatul Mondial          | Budapesta, Ungaria      | 4   | 200 m     | 22,05          |
| 2024 | Campionatul Mondial în sală  | Glasgow, Marea Britanie | 1   | 60 m      | 6,98           |
| 2024 | Jocurile Olimpice            | Paris, Franța           | 1   | 100 m     | 10,72          |
| 2024 | Jocurile Olimpice            | Paris, Franța           | 2   | 200 m     | 22,08          |